# Levantamento de peso nos Jogos Parapan-Americanos de 2011
As disputas de levantamento de peso nos Jogos Parapan-Americanos de 2011 aconteceram entre os dias 17 e 19 de Novembro de 2011 no Foro de Halterofilia em Guadalajara, México, como parte integrante do calendário dos jogos.

## Resultados

### Quadro de medalhas
| Ordem | País               | Medalha de ouro | Medalha de prata | Medalha de bronze | Total |
| ----- | ------------------ | --------------- | ---------------- | ----------------- | ----- |
| 1     | MEX México         | 4               | 2                | 0                 | 6     |
| 2     | CUB Cuba           | 1               | 2                | 0                 | 3     |
| 3     | COL Colômbia       | 1               | 0                | 0                 | 1     |
| 4     | BRA Brasil         | 0               | 2                | 2                 | 4     |
| 5     | USA Estados Unidos | 0               | 0                | 2                 | 1     |
| 6     | CHI Chile          | 0               | 0                | 1                 | 1     |
| 6     | VEN Venezuela      | 0               | 0                | 1                 | 1     |
| Total | Total              | 6               | 6                | 6                 | 18    |

### Vencedores
| Evento                         | Ouro                              | Prata                       | Bronze                          |
| ------------------------------ | --------------------------------- | --------------------------- | ------------------------------- |
| Feminino 44-60kg Detalhes      | Amalia Perez MEX México           | Laura Cerero MEX México     | Wiunawis Hernández COL Colômbia |
| Feminino 67,5-+82,5kg Detalhes | Perla Barcenas MEX México         | Catalina Díaz MEX México    | Mary Stack USA Estados Unidos   |
| Masculino 48-56kg Detalhes     | Cesar Rubio CUB Cuba              | Bruno Carra BRA Brasil      | Alexandre Gouveia BRA Brasil    |
| Masculino 60-67,5kg Detalhes   | Jainer Cantillo COL Colômbia      | Luis Perea CUB Cuba         | Juan Carlos Garrido CHI Chile   |
| Masculino 75-82,5kg Detalhes   | Porfirio Arredondo MEX México     | Oniger Jesus Drake CUB Cuba | Luiz Carlos Novaes BRA Brasil   |
| Masculino 90-+100kg Detalhes   | José de Jesus Castillo MEX México | Rodrigo Marques BRA Brasil  | Ahmed Shafik USA Estados Unidos |